# Mażungazaur
Mażungazaur (Majungasaurus) – rodzaj teropoda z rodziny abelizaurów (Abelisauridae) żyjącego na terenach obecnego Madagaskaru ok. 70–66 milionów lat temu, w późnej kredzie. 
Do tego rodzaju zalicza się tylko jeden gatunek – M. crenatissimus. Jego nazwa oznacza "jaszczur z Mahajangi". Początkowo po odkryciu części czaszki mażungazaura uznano ją za należąca do pachycefalozaura i opisano pod nazwą Majungatholus. Obecnie Majungatholus jest uważany za synonim mażungazuara. Podobnie jak inne abelizaury Majungasaurus był dwunożnym drapieżnikiem z krótkim pyskiem. Chociaż jego przednie kończyny nie są w pełni znane, najprawdopodobniej podobnie jak u innych abelizaurów były krótkie i słabe, w przeciwieństwie do długich (ogólnie, nie proporcjonalnie) i mocnych kończyn tylnych. Od innych przedstawicieli Abelisauridae odróżnia go szersza czaszka o chropowatej fakturze, mocne, zgrubiałe kości na szczycie czaszki i zaokrąglony róg na czaszce, z powodu którego pierwsze znalezione szczątki jego czaszki uznano za należące do pachycefalozaura. Miał on również więcej zębów w obu szczękach niż inne abelizaury. Znany z kilku dobrze zachowanych czaszek i wielu pozaczaszkowych elementów szkieletu. Najprawdopodobniej jest on bliżej spokrewniony z abelizaurami z Indii niż z Ameryki Południowej czy Afryki. Mażungazaur był czołowym drapieżnikiem w ekosystemie późnokredowego Madagaskaru i mógł polować na takie zauropody jak Rapetosaurus. Jest on również jednym z nielicznych dinozaurów, na których kanibalizm istnieją bezpośrednie dowody.

## Budowa

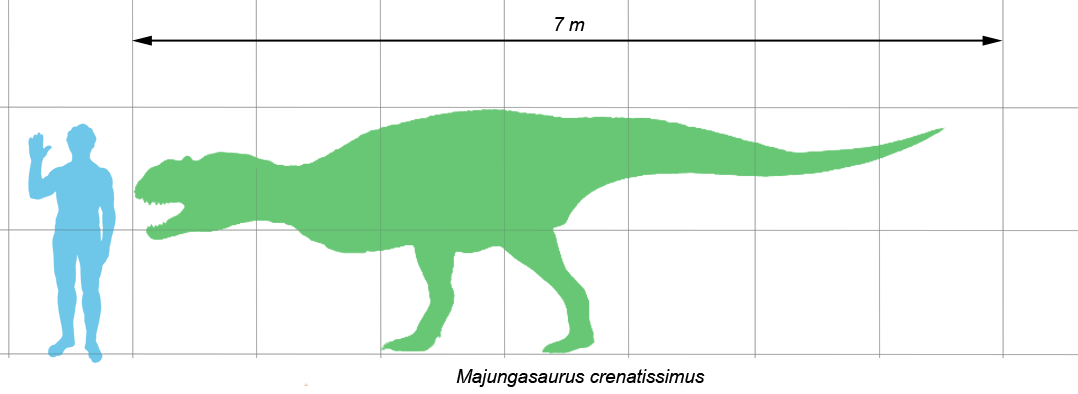
Porównanie wielkości mażungazaura i człowieka

Mażungazaur był średniej wielkości teropodem, osiągającym przeciętnie 6-7 metrów długości łącznie z ogonem. Znaleziono także fragmentaryczne szczątki, które wskazują, że niektóre dorosłe mażungazaury mogły osiągać ponad 8 m długości. Badacze szacują, że średniej wielkości mażungazaur ważył mniej więcej 1,1 t, a najwięksi przekraczający osiem metrów przedstawiciele tego rodzaju jeszcze więcej. Szacuje się, że ośmiometrowe mażungazaury mogły ważyć mniej więcej tyle co tych samych rozmiarów karnotaur czyli ok. 1,5 t. Czaszka mażangazaura wprawdzie różniła się znacznie od czaszek nieabelizaurowych teropodów, jednak ogólnie przypominała czaszki innych abelizaurów. Podobnie jak u nich jego czaszka była w stosunku do swojej wysokości była krótka, jednak proporcjonalnie dłuższa niż u karnotaura. Czaszki dużych przedstawicieli rodzaju Majungasaurus mierzyły ok. 60–70 cm długości. Wysoka kość przysieczna (leżąca z przodu pyska kość szczęki) sprawiała, że czubek czaszki mażungazuara był bardzo tępy, podobnie jak u innych abelizaurów, jednakże była ona szersza od czaszek innych przedstawicieli tego kladu. Wszystkie abelizaury w tym mażungazuar miała szorstką, fakturę górnych części czaszki występującą do kości nosowych. Majungasaurus miał niezwykle grube i zrośnięte ze sobą kości nosowe wyposażone w niski grzebień biegnący wzdłuż ich. Ów teropod posiadał charakterystyczną dla siebie kopułę ze zlanych ze sobą kości czołowych. Podczas życia zwierzęcia była ona pokryta osłoną, być może z keratyny. Tomografia komputerowa (CT) pokazała, że zarówno kości nosowe jak i wystający z kości czołowych rożek miały puste zagłębienia, redukujące ich wagę. Zęby o budowie typowej dla wszystkich abelizaurów miał krótkie korony. Majungasaurus zarówno w szczęce górnej jak i kości zębowej żuchwy miał o 17 zębów więcej niż inne abelizaury z wyjątkiem rugopsa. Pozaczaszkowy szkielet mażungazaura bardzo przypomina ten karnotaura i aukazaura. Mażungazaur był dwunożnym dinozaurem posiadającym długi ogon równoważący głowę i tułów. Jego środek ciężkości znajdował się nad biodrami. Mimo że kręgi karkowe (szyjne) miały liczne zagłębienia redukujące ich wagę, wielkie otwory służące do przyczepu mięśni i żebra szyjne dawały czaszce znaczną siłę. Skostnienie ścięgien przymocowanych do żeber szyjnych, dawały im rozwidlony wygląd występujący również u karnotaura. Wszystkie te cechy zapewniały mażungazaurowi bardzo mocną, silnie umięśnioną szyję. Żebra szyjne mażungazaura posiadała długie wgłębienia, zmniejszające ich wagę. Kość ramienna (humerus) mażungazaura jest jedyna opisaną kością kończyny przedniej mażungazaura bardzo przypominała te należące do karnotaura i aukazaura, ale była krótka i zakrzywiona. Może to wskazywać, że ów teropod posiadał krótkie kończyny przednie, zwieńczone czterema palcami. Podobnie jak u innych abelizaurów, kończyny tylne mażungazaura była krępe, a w stosunku do długości ciała krótkie tak jak u wszystkich przedstawiciele Abelisauridae. Kość piszczelowa (górna kość kończyny tylnej) mażungazuara była grubsza od tej należącej do karnotaura i miała czub na kolanie. Kość skokowa i piętowa (kości skoku) były ze sobą zrośnięte, a stopa miała trzy funkcjonalne palce, z których pierwszy był najmniejszy i nie stykał się z podłożem podczas poruszania się.

## Klasyfikacja
Majangasaurus jest teropodem należącym do kladu Abelisauridae, mającego w linneuszowskiej klasyfikacji rangę rodziny. Wraz z Noasauridae tworzy ona nadrodzinę Abelisauroidea, należącą z kolei do kladu Ceratosauria. Abelizaury są znane z wysokiej, tępo zakończonej czaszki, wyraźnych rzeźbieniach na powierzchni kości twarzowych (konwergencja z karcharodontozaurami), silnie zredukowanych (atroficznych) kończyn przednich (konwergencja z tyranozaurami) i masywnych kończyn tylnych oraz kilku innych cech. Jak w przypadku wiele innych rodzin dinozaurów pokrewieństwa między abelizaurami nie są jasne. Kilka analiz kladystycznych wskazało, że mażungazaur jest najbliżej spokrewniony z karnotaurem z Ameryki Południowej, natomiast autorzy innych analiz kladystycznych nie potrafili bliżej ustalić jego pozycji systematycznej. Najnowsze analizy umieszczają natomiast mażungazaura w kladzie obejmującym oprócz niego również indyjskie abelizaury Rajasaurus i Indosaurus i nie zawierającym południowoamerykańskich abelizuarów jak Carnotaurus, Ilokelesia, Ekrixinatosaurus, Aucasaurus i Abelisaurus oraz afrykańskiego rugopsa. Może to świadczyć, że abelizaury rozdzieliły się na dwa klady – jeden występujący w zachodniej Gondwany, drugi we wschodniej. Nowe, szczegółowe opisy abelizaurów jak aukazaur, odkrycia oraz analizy pozwalają lepiej poznać filogenezę tych zwierząt. Niegdyś tradycyjnie do ceratozaurów zaliczano także celofyzoidy, ale obecnie ceratozaury uznaje się za klad siostrzany dla tetanurów i przedstawicieli awerostrów, tymczasem celofyzoidy za prymitywniejsze, nieawerostrowe neoteropody. Niektórzy uważają, że karcharodontozaury są bliższe ceratozaurom niż allozaurom z powodu kilku wspólnych cech budowy czaszki, jednak większość badaczy uważa te podobieństwa za przykład konwergencji. Ponadto istnieje dużo cech czaszki i pozaczaszkowego szkieletu współdzielonych przez allozaury i karcharodontozaury.

## Odkrycie i etymologia
Francuski paleontolog Charles Depéret opisał pierwsze szczątki teropodów znaleziono w Madagaskarze w 1896. Zostały one znalezione w północno-zachodniej części tej wyspy i składały się z dwóch zębów, pazura i kręgów. Zostały one odkryte wzdłuż rzeki Betsiboka przez francuskiego oficera wojsk lądowych i przekazane do kolekcji uniwersytetu znanego dzisiaj jako Université Claude Bernard Lyon 1. Początkowo zostały one oznaczone jako należące do nowego gatunku megalozaura – Megalosaurus crenatissimus. W owych czasach megalozaur był bowiem "taksonem workiem", do którego zaliczano niepowiązane skamieliny dużych teropodów. Epitet gatunkowy tego gatunku pochodzi od łacińskich słów crenatus ("ząbkowany") i issimus ("najbardziej"). Odnosił się on do znajdujących się zarówno z przodu jak i na tylnych krawędziach zębów licznych ząbkowań. Depéret później zaliczył gatunek Megalosaurus crenatissimus do rodzaju Dryptosaurus, który również przez jakiś czas stanowił "takson worek". Liczne fragmentaryczne szczątki znaleziono później w prowincji Mahajanga w północno-zachodnim Madagaskarze zostały znajdywane przez francuskich kolekcjonerów przez następne 100 lat. Większość z nich zostało później przekazanych do Muséum National d'Histoire Naturelle w Paryżu. W 1955 René Lavocat opisał kość zębową z zębami, znalezioną w formacji Maevarano czyli w tym samym miejscu co pierwsze odkryte szczątki "Megalosaurus" crenatissimus. Zęby znajdujące się na owej kości zębowej pasowały wprawdzie do opisanych przez Depéreta, ale szczęka była mocno zagięta i nie przypominała szczęki megalozaura ani dryptozaura. Lavocat na podstawie tych różnic opisał nowy rodzaj teropoda, który nazwał Majungasaurus. Ta nazwa pochodziła od dawnej pisowni nazwy prowincji Mahajanga oraz greckiego słowa sauros – jaszczur. Oznaczył również ową szczękę jako MNHN.MAJ 1 i uznał ją za okaz typowy dla opisanego przez siebie teropoda. W 1933 naukowcy ze Stanowego Uniwersytetu Nowego Jorku przy Stony Brook i Uniwersytetu w Antananarywie rozpoczęli "Mahajanga Basin Project" ("projekt basenu Mahajanga"), czyli cykl wypraw mających na celu odkryć skamieniałości basenu Mahajanga na Madagaskarze i zbadać geologię późnokredowych osadów, znajdujących się w pobliżu wsi Berivotra w prowincji Mahajanga. Pierwsza wyprawa odkryła zęby teropoda zaskakująco podobne do zębów mażungazaura (do którego należały), które zostały później powiązane z pojedynczą kością przedszczękową. Następne dziesięć wypraw projektu basenu Mahajanga doprowadziło do odkrycia dziesiątek tysięcy skamielin, w tym tych, należących do nowych gatunków. Projekt basenu Mahajanga przypisuje sobie pięciokrotne zwiększenie rozmaitości skamielin odkrytych w granicach owego basenu. Prace terenowe w 1996 zostały spektakularnie zakończone odkryciem świetnie zachowanej czaszki teropoda oznaczonej później jako FMNH PR 210. Miała ona kopułę niemal identyczną z tą, na podstawie której Sues i Taquet opisali, jak domniemywali, nowy gatunek pachycefalozaura pod nazwą Majungatholus atopus. Majungatholus został ponownie opisany jako abelizaur, a nie pachycefalozaur w 1998. Mimo że nazwa Majungasaurus jest starsza od Majungatholus, materiał na podstawie którego opisano tego pierwszego – kość zębowa z zębami jest zbyt fragmentaryczna, aby przypisać ową czaszkę do tego samego gatunku, co kość zębową. Ponadto podczas prac terenowych odkryto wiele czaszek i pozostałości szkieletów pozaczaszkowych osobników w różnym wieku, od młodych po całkowicie dorosłe. Projekt ów odkrył też setki pojedynczych kości i tysiące zębów mażungazaura. Odkryto skamieniałości obejmujące niemal wszystkie części szkieletu oprócz kończyn przednich, większości kości miednicy i końcowych kręgów ogonowych. Praca terenowa została ukończona wydaną w 2007 monografią siedmiu artykułów dotyczących niemal wszystkich aspektów biologii mażungazaura opublikowanych w Society of Vertebrate Paleontology Memoirs. Kość zębowa uznana przez Lavocata została ponownie przebadana i wykazano, że posiada ona cechy diagnostyczne. Ponieważ nazwa Majungasaurus jest starsza od nazwy Majungatholus tę drugą zastąpiono pierwszą i obecnie się jej nie używa. Choć monografia była wyczerpująca, jej redaktorzy poinformowali, że obejmuje tylko szczątki odkryte od 1993 r. do 2001 r. Wiele skamieniałości mażungazaura zostało wydobytych w latach 2003-2005. Czekają one obecnie na formalny opis w publikacjach naukowych.

## Paleobiologia

### Funkcja ozdób czaszki
Mażungazaur jest znany głównie ze swojej charakterystycznej czaszki wliczając w to zgrubiałe kości nosowe, grzebień i czołowy róg.Inne ceratozaury jak Carnotaurus, Rajasaurus oraz Ceratosaurus też miały grzebienie. Mogły one odgrywać rolę w konkurencji o pożywienie i inne zasoby naturalne, jednak ich dokładna funkcja jest nieznana. Wyposażony w puste przestrzennie róg mażungazuara był za słaby do bezpośredniej fizycznej walki, choć mógł służyć do odstraszania przeciwników. Choć istnieją różnice w ozdobach czaszek mażungazuarów nie muszą one świadczyć o dymorfizmie płciowym.

### Strategia pokarmowa
Naukowcy sugerują, że wyjątkowy kształt czaszki mażungazaura i innych abelizaurów może świadczyć o ich odmiennych zwyczajach pokarmowych. Podczas gdy inne teropody posiadały długie oraz niskie wąskie czaszki, czaszki abelizaurów były wyższe i szersze oraz często krótsze. Wąskie czaszki innych teropodów wytrzymały napięcie podczas pionowych mocnych ugryzień, ale gorzej radziły sobie podczas skręcenia. Być może Wąskopyskie teropody stosowały strategie pokarmowe, przypominające te stosowane przez współczesne długo- i krótkopyskie psowate, polegającą na wielokrotnym gryzieniu ofiary, które ją osłabiają. Krótko- i szerokopyskie abelizary w tym mażungazuar mogły stosować inną strategię polowania – pojedyncze ugryzienie ofiary i trzymanie jej, czekając aż opadnie z sił. Mażungazuar miał jeszcze szerszy pysk niż inne abelizaury. Fakt ten łącznie z innymi szczegółami jego anatomii może potwierdzać wymienioną wyżej teorię, co do diety abelizaurów. Wzmocniona szyja mażungazuara z silnymi kręgami i mocno połączonymi żebrami oraz skostniałymi ścięgnami posiadała zwiększone miejsca mocowania mięśni na kręgach i tyle czaszki, które mogły przytrzymywać czaszkę pod walki z ofiarą. Czaszki abelizaurów były również w wielu miejscach wzmocnione przez struktury powstały ze zmineralizowanej skóry, tworzące charakterystyczną chropowatą budową kości. Szczególnie kości nosowe mażungazuara były bardzo grube i przystosowane do wytrzymania sporej siły. Żuchwa mażungazaura miała duży otwór (okno) po każdej stronie, widoczny też u innych ceratozaurów. Niektóre stawy czaszki u mażungazuara były wypełnione mazią stawową, co zapewniało żuchwie dużą elastyczność, jednak mniejszą niż u węży. Mogło być to przystosowanie, zapobiegające złamaniu żuchwy podczas przytrzymywania walczącej ofiary. Przednie zęby czaszki mażungazuara były mocniejsze niż reszta i dawały punkt zaczepu podczas ugryzienia. Niska wysokość koron zębów mażungazuara uniemożliwiała im łamanie się podczas walki. Przednie zęby abelizaurów były zakrzywione, tymczasem tylne (tnące) proste. Zęby allozaura i większości innych teropodów były natomiast zakrzywione zarówno przednie jak i tylne. Owa charakterystyczna budowa zębów abelizaurów, w tym mażungazuara, mogła uniemożliwić cięcie mięsa, jednak przytrzymywała zęby podczas ugryzienia. Mażungazuar był największym drapieżnikiem w swoim środowisku. Jedynymi dużymi roślinożernymi zwierzętami żyjącymi obok niego były zauropody jak Rapetosaurus. Badacze sugerują, że mażungazaur i być może inne abelizaury specjalizowały się w polowaniu na zauropody. Charakterystyczne adaptacje czaszki i szyi, umożliwiające mocne ugryzienie ofiary i przytrzymania jej aż zacznie opadać z sił, były bardzo przydatne w walce z potężnymi zauropodami. Hipotezę te wspierają również krótkie i grube kończyny tylne mażungazaura. U większości innych teropodów były one dłuższe i bardziej wysmukłe. Wynika z nich, że mażungazuar nie poruszał się tak szybko jak inne podobnej wielkości teropody, ale nie miałby problemu z dotrzymaniem kroku powolnym zauropodom. Grube i wytrzymałe kości kończyn tylnych, sugerują dużą ich siłę a ich niewielka długość obniża miejsce środka ciężkości. Tak więc mażungazuar zrezygnował z prędkości dla siły. Ślady ugryzień mażungazuarów na kościach rapetozaurów świadczą o tym, że ów teropod pożywiał się tymi zauropodami. Jednak na ich podstawie nie można rozstrzygnąć, czy zostały upolowane przez mażungazaura, czy też teropod pożywiał się ich padliną.

### Kanibalizm
Mażungazaur mógł polować na zauropody, istnieją też dowody na to, że do swojej diety włączał także inne mażungazaury, tj. był kanibalem. Liczne kości mażungazaurów noszą ślady ugryzień, identyczne do tych znalezionych na kościach zauropodów z Madagaskaru. Posiadają one te same odstępy między zębami oraz są tej samej wielkości co zęby mażungazaura. Widać na nich również niewielkie nacięcia, będące śladami ząbkowań na krawędzi zębów mażungazaurów. Ponieważ mażungazaur był jedynym znanym dużym teropodem żyjącym wtedy na Madagaskarze, najprostsze wyjaśnienie mówi o kanibalizmie tego dinozaura. Obecnie mażungazaur jest – obok tyranozaura – jednym z dwóch nieptasich dinozaurów, u których znane są dowody na kanibalistyczne zachowania, choć niektórzy interpretują pewne skamieniałości innych teropodów np. szczątki deinonychów wokół szkieletu tenontozaura jako dowody kanibalizmu. Nie wiadomo, czy mażunganzaury aktywnie polowały na przedstawicieli swojego gatunku czy tylko pożywiały się ich padliną, jednak niektórzy badacze uważają, że teropody, w tym mażungazaur, mogły zachowywać się podobnie jak współczesne warany z Komodo, tj. w walce o dostęp do padliny zabijają przedstawicieli swojego gatunku, a później często ich pożerają. 

### System oddechowy

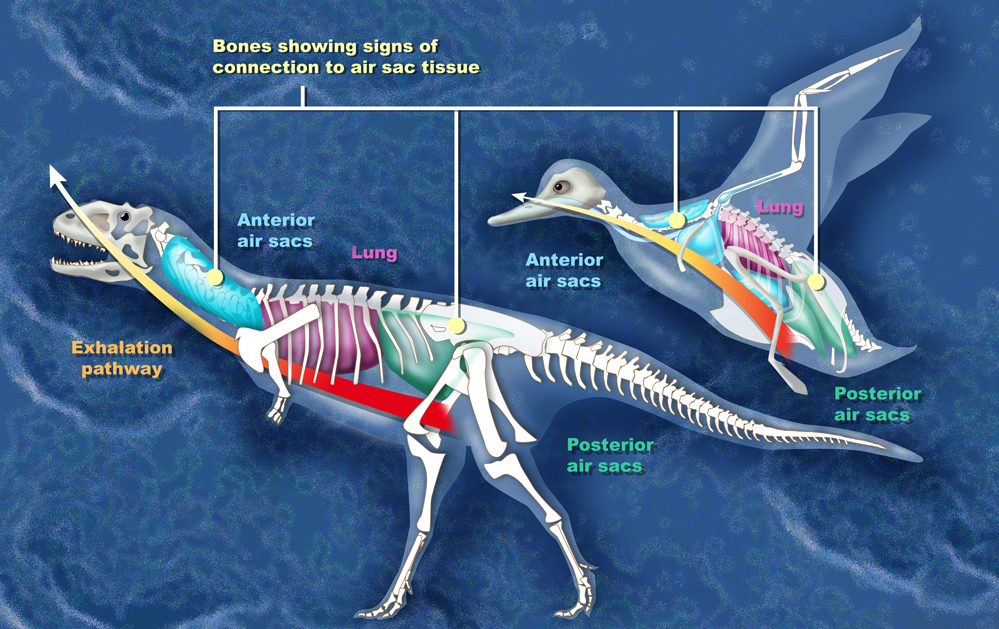
Porównanie budowy worków powietrznych mażungazaura i ptaka

Naukowcy na podstawie budowy cyklu kręgów (UA 8678) mażungazaura odkrytych w formacji Maevarano zrekonstruowali system oddechowy mażungazuara. Większość kręgów i żeber tego teropoda posiada puste wgłębienia (otwory pneumatyzujące) mogące być za życia zwierzęcia wypełnione workami powietrznymi. Świadczy to o tym, że mażungazaur oddychał podobnie jak ptaki. U nich kręgi szyjne i żebra mają wgłębienia wypełnione przednimi workami powietrznymi, prowadzącymi do płuc, tymczasem tylne kręgi grzbietowe i krzyżowe mają wgłębienia na tylne worki powietrzne, również prowadzące do płuc. Podobne cechy świadczące o obecności ptasiego układu oddechowego odkryto u mażungazaura. Dzięki temu skomplikowanemu i bardzo dobrze sprawdzającemu się układowi oddechowemu powietrze przepływa przez płuca tylko w jedną stronę, a wydychane powietrze nie zawiera tlenu. Stwierdzenie obecności worków powietrznych u mażungazuara nie tylko pomaga lepiej poznać jego biologię, ale również pochodzenie dinozaurów. Rozdzielenie się linii rozwojowych tetanurów (w tym ptaków) i ceratozaurów nastąpiło bardzo wcześnie, co świadczy o wykształceniu się tego ptasiego układu oddechowego przed rozdzieleniem się linii rozwojowych tych teropodów. Mażungazaur nie jest jedynym nie-ptasim dinozaurem u którego stwierdzono obecność worków powietrznych. Dowody na ich obecność znalezione także u zauropoda superzaura, allozauroida aerosteona, kompsognata miriszji i innych. U zauropodów obecność worków powietrznych była konieczna, gdyż inny układ oddechowy nie poradziłby sobie z dostarczeniem tlenu ich olbrzymiemu ciału. Obecność u dinozaurów ptasiego układu oddechowego stanowi dodatkowy dowód na to, że są one przodkami ptaków.

### Mózg i budowa ucha wewnętrznego
Tomografia komputerowa CT kompletnej czaszki mażungazaura oznaczonej jako FMNH PR 2100 umożliwiła dokładne zbadania struktury jego mózgu i ucha wewnętrznego. Ogólnie mózg mażungazaura proporcjonalnie do rozmiarów w ciała w porównaniu do mózgów nieptasich celurozaurów i ptaków był mały, a pod względem budowy bardziej przypominał mózgi niecelurozaurowych teropodów i współczesnych krokodyli niż ptaków. Jedyną znaczną różnicę w budowie mózgów mażungazaura i innych nie-celurozawych teropodów stanowiła mniejsze rozmiary móżdżka przedsionkowego – części móżdżka odpowiedzialnej za koordynację ruchów gałek ocznych w stosunku do pozycji głowy u tego pierwszego. Sugeruje to, że mażungazaur i inne abelizaury np. indozaur o małym móżdżku przedsionkowym nie polegały na szybkich ruchach głowy i oczu w czasie wykrywania i chwytania ofiary Wnioski dotyczące zachowania można wysnuć też na podstawie budowy ucha wewnętrznego. Kanały półkoliste w uchu wewnętrznym pomagają utrzymać równowagę. Boczny kanał półkolisty jest najczęściej równoległy do ziemi, gdy zwierzę trzyma głowę w pozycji umożliwiającej jak najlepsze usłyszenie dźwięków. Kiedy przyjmuje on taką postawę czaszka jest umieszczona niemal poziomo. U wielu innych teropodów w takiej pozycji czaszka jest niemal zwrócona ku dołowi. Boczny kanał ucha środkowego jest dłuższy niż u innych bazalnych w stosunku do mażungazaura ceratozaurów i świadczy o większej jego wrażliwości na ruchy głowy w różne strony.

### Patologie
W 2007 badaczy poinformowali o patologiach w kościach mażungazaura. Przejrzeli oni kości co najmniej 21 osobników i odkryli cztery ze znacznymi zmianami patologicznymi. Wcześniej na dużą skalę zmiany patologiczne badano tylko u tetanurów jak allozauroidy czy tyranozauroidy. Było to pierwsze badanie patologii abelizauroida na taką skalę. W odróżnieniu od tyranozauroidów, u których wykryto liczne rany i ślady ugryzień, na czaszce u mażungazaura nie znaleziono żadnych obrażeń tego typu. Jeden z okazów miał przyżyciowo złamany jeden z paliczków stopy. Większość zmian patologicznych występuje na kręgach. Na przykład tylny, grzbietowy kręg młodego osobnika posiada egzostozę (wyrośle kostne) na spodzie. Przyczyna jego powstania nie jest pewna; prawdopodobnie powstało ono w wyniku zamiany chrząstki albo więzadła na kość podczas rozwoju. Hiperwitaminoza witaminy A i kostne ostrogi zostały wykluczone podczas badań, a kostniak (łagodny guz kostny) jest mało prawdopodobny. Na innym kręgu ogonowym również widać nienaturalny rozwój wyrostka neuralnego, który nie podtrzymywał mięśni. Podobne zaburzenie stwierdzono u allozaura i masjakazaura, które prawdopodobnie wynikły ze skostnienia więzadła biegnącego między wyrostkami neuralnego lub szczytów kręgów. Najpoważniejsza odkryta patologia dotyczy pięciu kręgów ogonowych. Dwa pierwsze wykazują tylko drugorzędne zmiany z wyjątkiem dużego rowka, który poszerzył obie kości po lewej. Jednak następne trzy kręgi zostały całkowicie zrośnięte w wielu punktach, tworząc kościstą masę. Nie znaleziono znaków obecności innych kręgów po piątym co znaczy, że ogon był nienaturalnie krótki. Badacze obliczyli, że ów mażungazaur stracił ok. dziesięciu kręgów ogonowych. Przyczyny tego mogą być różne: od fizycznego urazu ogona, przez zakażenie szpiku, po martwicę. Jest to jedyny przykład redukcji ogona u nieptasich dinozaurów.

## Środowisko
Wszystkie okazy mażungazaura odkryto w formacji Maevarano w prowincji Mahajanga (północno-zachodni Madagaskar). Najwięcej szczątków tego teropoda, w tym dość dobrze zachowanych, pochodzi z ogniwa Anembalemba, choć zęby tego teropoda odkryto także w innych ogniwach owej formacji: Masorobe (dolne warstwy) i Miadana. Osady te nie były datowane radiometryczne, jednak dowody biostratygraficzne i paleomagnetyczne wskazują, że pochodzą one z mastrychtu (ok. 70–66 milionów lat temu). Zęby mażungazuara odkryto w skałach występujących aż do końca mastrychtu, kiedy wymarły wszystkie nieptasie dinozaury. Tak jak dzisiaj, w czasach mażungazuara Madagaskar był wyspą, która oddzieliła się od reszty Afryki ok. 20 milionów lat wcześniej. Był on znoszony na północ, ale mimo tego znajdował się 10-15 stopni w szerokości geograficznej na południe niż dziś. Panujący wtedy klimat był częściowo suchy, ze znacznymi zmianami sezonowymi w temperaturze i ilości opadów. Mażungazuar zamieszkał przybrzeżny teren zalewowy, pocięty przez wiele piaszczystych dopływów rzeki. Dowody geologiczne wskazują, że szczątki zmarłych w czasie pory suchej zwierząt pływały w kanałach na początku pory deszczowej, po czym zostawały pochowane, przykrywając i chroniąc szczątki zwierząt, które zginęły podczas poprzedniej pory suchej. W mastrychtcie, kiedy żył mażungazaur, wzrósł poziom morza, więc ów teropod mógł przemierzać swoje środowisko pływając. Sąsiednia formacja Berivotra zawiera pochodzące z tego samego okresu szczątki organizmów morskich. W skałach formacji Maevarano oprócz szczątków mażungazaura odkryto skamieniałości ryb, żab (w tym gigantycznej żaby Beelzebufo), węży, siedmiu gatunków krokodylomorfów, pięciu lub sześciu gatunków ssaków, ptaków – w tym rodzaju Vorona – latającego dromeozaura rahonawisa (uważanego przez niektórych za chimerę), noazaura z rodzaju Masiakasaurus, dwóch tytanozaurów wliczając w to rapetozaura. Mażungazuar był najprawdopodobniej czołowym drapieżnikiem w tym ekosystemie, mimo że w pobliżu zbiorników wodnych mógł rywalizować z dużymi krokodylomorfami jak Mahajangasuchus i Trematochampsa.

## Mażungazuar w kulturze masowej
Mażungazuar występuje w pierwszym epizodzie serialu paradokumentalnego pt. Jurajscy wojownicy, przedstawiającego starcia dinozaurów, przeplatane komentarzem naukowym, W tym serialu samiec mażungazuara znajduje samicę, która jednak nie reaguje na zaloty – musi chronić swoje młode. Samiec, aby móc parzyć się z samicą, rusza w kierunku młodego, próbując go zabić. Jednak matka młodego, powodowana instynktem macierzyńskim, atakuje go i dochodzi do krótkiego starcia. W czasie niego, przez nieuwagę, samica potyka się o kłodę i przewraca. Samiec, korzystając z okazji, biegnie w kierunku młodego, łapie go w paszczę i zabija. Jednak silnie zdenerwowana samica po powstaniu rzuca się w kierunku samca i ugryzieniem w okolice szyjne, uszkadza jego układ nerwowy, paraliżując go. Po czym pożera resztki swojego dziecka i wciąż żywego samca jako główne danie. W oryginalnej, angielskiej wersji, narrator zamiast nazwy Majungasaurus używa Majungatholus (młodszy synonim tego pierwszego). Ponieważ nazwa Majungasaurus jest starsza, to właśnie ona, a nie Majungatholus, powinna być używana.